# Глоговац (община)
Глоговац (серб. Глоговац) — община в Косове со спорной административной принадлежностью.
Занимаемая площадь — 290 км².
Административный центр общины — город Глоговац. Община Глоговац состоит из 37 населённых пунктов, средняя площадь населённого пункта — 7,8 км².

## Административная принадлежность
| Сербская позиция                                           | Албанская позиция                            |
| ---------------------------------------------------------- | -------------------------------------------- |
| входит в Косовский округ автономного края Косово и Метохия | входит в Приштинский округ Республики Косово |